# Šturmovye noči
Šturmovye noči (Штурмовые ночи) è un film del 1931 diretto da Ivan Petrovič Kavaleridze.